# Miljkovac (Gadžin Han)
Pour les articles homonymes, voir Miljkovac.
Miljkovac (en serbe cyrillique : Миљковац) est un village de Serbie situé dans la municipalité de Gadžin Han, district de Nišava. Au recensement de 2011, il comptait 35 habitants.

## Démographie
| 1948 | 1953 | 1961 | 1971 | 1981 | 1991 | 2002 | 2011 |
| ---- | ---- | ---- | ---- | ---- | ---- | ---- | ---- |
| 265  | 248  | 193  | 131  | 86   | 62   | 50   | 35   |

|  |